# Alexander I van Imeretië
Alexander I (Georgisch:ალექსანდრე) (14de eeuw) was hertog van Imeretië in Georgië. In 1397 riep hij de onafhankelijkheid van Imeretië om een onafhankelijk koninkrijk te worden en werd hiermee , hij maakte hiervoor gebruikt van de militaire verliezen van koning Bagrat V van Georgië.
Hij was getrouwd met Tamar, dochter van Alexander I.